# Estadi Nacional
Estadi Nacional (katalanska för 'Nationalstadion') är en fotbollsarena i Andorra la Vella. Den används för fotboll och rugby. Estadi Nacional är hemmaplan för Andorras herrlandslag i fotboll samt för herrlandslaget i rugby union.
Arenan byggdes på den gamla platsen för Camp d'Esports del M.I. Consell General. Konstruktionen inleddes 2013 och avslutades ett år senare.

## Läge och fakta
Estadi Nacional är belägen i centrala Andorra la Vella, strax norr om den lilla floden Volira. Den ligger på 1 000 meters höjd över havet, i den högst belägna huvudstaden i Europa. Tillsammans med två angränsande inomhusarenor bildar man ett sportkomplex mitt i staden. Inomhushallarna är Poliesportiu d'Andorra (basketklubben BC Andorras hemmaarena, med 5 000 platser) och Pavelló Joan Alay (för futsal, handboll, kampsport och basket).
Arenan har 3 306 sittplatser, och planen är i konstgräs.

## Historik
Den första officiella matchen var en förlust 1–2 mot Wales, den 9 september 2014. Matchen ingick i grupp B i kvalspelet till Europamästerskapet i fotboll 2016. Veckan innan hade representanter inspekterat och godkänt arenan.
Därefter har arenan även enstaka gånger fungerat som hemmaplan för FC Andorra, fram till att dess egen Camp de la Borda Mateu under hösten 2015 blev färdigställd. Därefter har arenan använts till landskamper som del av kvalet till fotbolls-VM 2018, Uefa Nations League 2018/2019, kvalet till fotbolls-EM 2020 och kvalet till fotbolls-VM 2022. Dessutom har landskamper i rugby spelats på arenan som del av 2014–2016 års Nations Cup (andradivisionen), och den årliga serien Rugby Europe Conference från och med säsongen 2016/2017.
Den 8 oktober 2021, dagen före en planerad VM-kvalmatch mot Englands fotbollslandslag, bröt en häftig brand ut längs med ena sidan av planen, med kraftig rökutveckling som följd. Branden drabbade ena lagets avbytarområde, liksom delar av den angränsande medieplattformen och en bit av konstgräsmattan. Tillskyndande brandmän släckte dock branden, innan den hunnit sprida sig ytterligare. Lördagens VM-kvalmatch kunde genomföras på arenan, med slutresultatet 0–5.